# Puntate di Gloria (miniserie televisiva 2021)
La prima stagione della miniserie televisiva drammatica franco-belga Gloria, composta da 6 puntate da 52 minuti ciascuna, è stata trasmessa in Francia su TF1 dal 18 marzo al 1º aprile 2021 con due puntate in tre prime serate.
In Italia la stagione è andata in onda su Canale 5: inizialmente prevista dal 3 agosto 2021, è andata in onda dal 1º al 7 settembre 2021 con due puntate in tre prime serate (la prima serata è andata in onda di mercoledì, mentre le ultime due serate sono state trasmesse con un doppio appuntamento settimanale: al lunedì e al martedì).
| n° | Titolo originale | Prima TV Francia | Titolo italiano | Prima TV Italia   |
| -- | ---------------- | ---------------- | --------------- | ----------------- |
| 1  | Épisode 1        | 18 marzo 2021    | Episodio 1      | 1º settembre 2021 |
| 2  | Épisode 2        | 18 marzo 2021    | Episodio 2      | 1º settembre 2021 |
| 3  | Épisode 3        | 25 marzo 2021    | Episodio 3      | 6 settembre 2021  |
| 4  | Épisode 4        | 25 marzo 2021    | Episodio 4      | 6 settembre 2021  |
| 5  | Épisode 5        | 1º aprile 2021   | Episodio 5      | 7 settembre 2021  |
| 6  | Épisode 6        | 1º aprile 2021   | Episodio 6      | 7 settembre 2021  |

## Episodio 1
- Titolo originale: Épisode 1

### Trama
Gloria è un avvocato e trascorre la maternità a casa, occupandosi delle due figlie e del piccolo di otto mesi avuto da David. Un giorno, quest'ultimo fa perdere le proprie tracce poco dopo essere uscito di casa per andare al lavoro. Quando Gloria prende in mano le attività dello studio legale del marito, scopre che ha perso numerosi clienti. Gloria inizia ad indagare per capire cosa sia successo, coinvolgendo anche la famiglia di suo marito David, da cui però percepisce ostilità, tranne che da Denis, suo cognato poliziotto. Inoltre, scopre che il marito aveva un falso documento d'identità.
- Ascolti Francia: telespettatori 3 871 000 – share 28,8%[8].
- Ascolti Italia: telespettatori 1 841 000 – share 11,00%[9].

## Episodio 2
- Titolo originale: Épisode 2

### Trama
Gloria viene a sapere che suo marito David frequentava uno psicologo: dalle poche informazioni che riesce a strappargli, capisce che l'uomo potrebbe essere entrato nuovamente in contatto con la sua vecchia fiamma Sara, ma questa nega di averlo incontrato. Per Gloria neanche cercare di scoprire chi ha fornito a suo marito David il falso documento d'identità porta da nessuna parte. Nel mentre, deve affrontare l'opposizione di Marianne, Capo della Polizia, che ha avuto a che fare con Gloria in una causa di divorzio che ha avuto esito negativo per la poliziotta.
- Ascolti Francia: telespettatori 5 760 000 – share 28,8%[8].
- Ascolti Italia: telespettatori 1 841 000 – share 11,00%[9].

## Episodio 3
- Titolo originale: Épisode 3

### Trama
Gloria scopre che suo marito David non solo frequentava locali di spogliarelli, ma era anche in affari con una famiglia di criminali, a cui ha rubato 300 000 euro. Marianne, intanto, è sempre più determinata a mettere alle strette Gloria, al punto da chiamare i Servizi Sociali per verificare se sia il caso o no di toglierle la custodia dei figli.
- Ascolti Francia: telespettatori 6 280 000 – share 26,9%[10].
- Ascolti Italia: telespettatori 1 942 000 – share 11,04%[11].

## Episodio 4
- Titolo originale: Épisode 4

### Trama
Nello stagno di Quenegoat viene ritrovato un corpo, e tutto fa pensare a David, ma le analisi escludono questa ipotesi. Qualcuno, intanto, irrompe a casa di Gloria, ma questo non riduce i dubbi di Marianne Volton, che la fa pedinare. Aiutata da Stan, però, la protagonista continua nelle sue ricerche, scoprendo che i Brak e la dermatologa Louise Verdiez sono coinvolti nella scomparsa di David. Mentre la Polizia segue l'auto dell'uomo, credendo che questo sia a bordo, Gloria subisce un pesante interrogatorio da Marianne Volton e, una volta rientrata a casa trova l'assistente sociale Carole Faustin che le porta via i figli.
- Ascolti Francia: telespettatori 5 430 000 – share 30,2%[8].
- Ascolti Italia: telespettatori 1 942 000 – share 11,04%[11].

## Episodio 5
- Titolo originale: Épisode 5

### Trama
Gloria decide di incaricare Louise Verdiez per scoprire informazioni su suo marito David. Più tardi, Gloria si reca all'appuntamento portando con sé Arthur, che si nasconde sul sedile posteriore dell'auto. Intanto, Louie le spiega che i Brak la costringevano a procurarsi medicinali sul mercato nero, e che proprio David ne era l'intermediario. Ma non le svela altro su dove possa trovarsi suo marito. Più tardi un terribile incidente d'auto tronca la vita di Louise. Ad averlo provocato è Marianne Volton che li stava inseguendo. Nel frattempo Gloria scopre informazioni su Arthur la spia, così quest'ultimo è costretto a confessare che lavora con una persona molto in alto, di cui non può assolutamente svelare il nome. Più tardi Stan Baldini viene arrestato da Marianne Volton per una reazione violenta contro di lei. Nel frattempo la piccola Alice racconta alla madre che il padre aveva scritto una lettera in cui spiegava quello che avrebbero dovuto fare nel caso in cui fosse scomparso. Così Gloria trova la lettera in una cassetta di sicurezza di cui non sapeva l'esistenza.
- Ascolti Francia: telespettatori 6 420 000 – share 26,4%[12].
- Ascolti Italia: telespettatori 1 852 000 – share 10,50%[13].

## Episodio 6
- Titolo originale: Épisode 6

### Trama
Gloria trova una lettera sconvolgente di suo marito David nascosta in una cassetta di sicurezza. Nella cassetta di sicurezza sono riportate le coordinate di un conto estero in cui David avrebbe depositato un'ingente somma di denaro per il futuro della propria famiglia. Marianne Volton arresta Gloria, venendo a sua volta arrestata da Philippe Lazargue, l'unico a capo di tutto l'intrigo. Anche la piccola Alice, che nel frattempo era stata riaffidata alla madre insieme ai fratelli, viene rapita per convincere Gloria a trasferire i fondi esteri su un conto dello stesso Lazargue. Tuttavia Gloria, aiutata anche da Denis, riesce a liberare Alice e a restituire il denaro a Gaelle Brak. Gloria rientrando a casa, trova Stan Baldini ad aspettarla davanti a casa. Fra i due infatti è nata una grande sintonia. Poco dopo David torna pronto a dichiararsi colpevole e deciso ad affrontare le conseguenze delle sue malefatte. In seguito, Gloria capisce di non amarlo più e di volerlo lasciare. Infine, David finisce in carcere, mentre Gloria diventa il suo avvocato in tribunale.
- Ascolti Francia: telespettatori 5 920 000 – share 29,5%[12].
- Ascolti Italia: telespettatori 1 852 000 – share 10,50%[13].